# 1755 en science
| Années de la science : 1752 - 1753 - 1754 - 1755 - 1756 - 1757 - 1758    |
| Décennies de la science : 1720 - 1730 - 1740 - 1750 - 1760 - 1770 - 1780 |

Cet article présente les faits marquants de l'année 1755 en science.

## Événements
- 12 août : Lagrange envoie par lettre à Euler ses résultats sur le tautochrone et jette les bases du calcul des variations. Euler lui répond avec enthousiasme le 6 septembre[1],[2].
- 1er novembre : tremblement de terre de Lisbonne[3].

- Le chimiste et physicien écossais Joseph Black reconnaît le magnésium comme un élément[4].

- S’appuyant sur les travaux d’Euler, l’astronome allemand Tobias Mayer produit pour la première fois une table qui donne la position de la Lune par rapport à quelques étoiles pour une période d'un an. La méthode est transmise au Board of Longitude et testée par le capitaine John Campbell entre 1757 et 1759. Les tables lunaires sont reproduites dans les The Nautical Almanac à partir de 1767[5],[6].

## Publications
- Roger Joseph Boscovich : De litteraria expeditione per Pontificam ditionem ad dimentiendos meridiani gradus et corrigendam mappam geographicam, iussu et auspiciis Benedicti XIV (« Compte rendu de l'expédition faite sur édit papal pour mesurer le degré de méridien et corriger la carte géographique, sur ordre et sous les auspices de Benoît XIV »).
- Leonhard Euler : Institutiones calculi differentialis (en), traité qui pose les bases du calcul différentiel.
- Emmanuel Kant : Allgemeine Naturgeschichte und Theorie des Himmels (de) (Histoire générale de la nature et théorie du ciel) où il propose une version de l'origine du monde fondée sur les travaux de Newton[7].

## Prix
- Médailles de la Royal Society
  - Médaille Copley : John Huxham

## Naissances

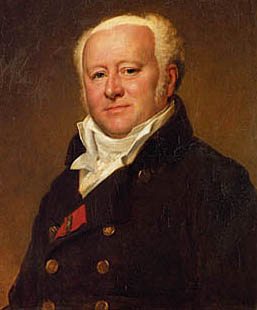
Jean-Nicolas Corvisart
Portrait par François Gérard.

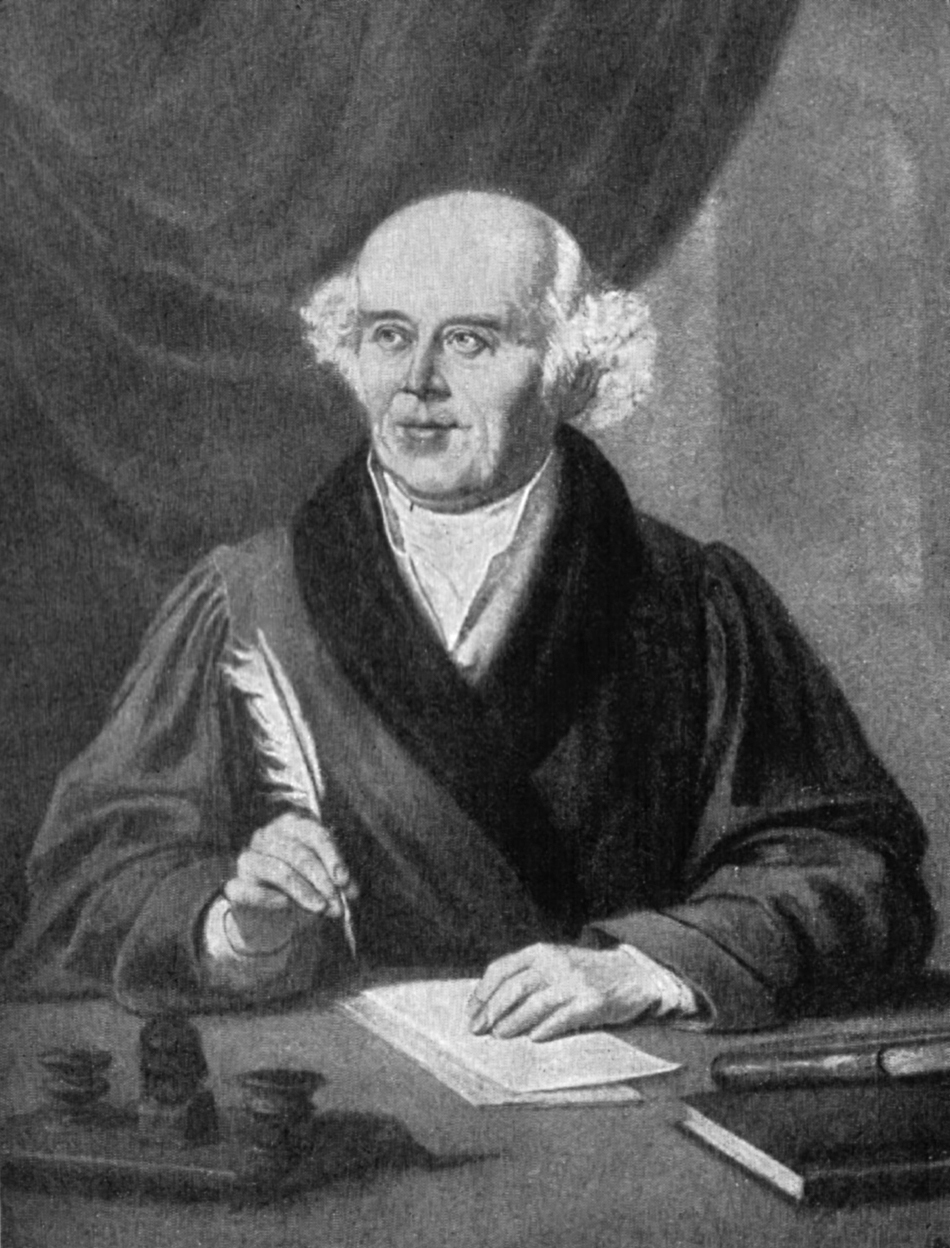
Samuel Hahnemann

- 4 janvier : Louis Ramond de Carbonnières (mort en 1827), homme politique, géologue et botaniste français.
- 7 janvier : Stephen Groombridge (mort en 1832), astronome britannique.
- 28 janvier : Samuel Thomas von Sömmering (mort en 1830), médecin, anatomiste, anthropologue, paléontologue et inventeur allemand.
- 30 janvier : Nicolas Fuss (mort en 1826), mathématicien suisse.
- 15 février : Jean-Nicolas Corvisart (mort en 1821), médecin français.
- 25 février : Johann Simon von Kerner (mort en 1830), botaniste allemand.
- 10 avril : Samuel Hahnemann (mort en 1843), médecin allemand, inventeur de l'homéopathie.
- 11 avril : James Parkinson (mort en 1824), médecin, géologue et paléontologue britannique.
- 27 avril : Marc-Antoine Parseval des Chênes (mort en 1836), mathématicien français.
- 16 mai : Honoré Flaugergues (mort en 1830), astronome amateur français.
- 15 juin : Antoine-François Fourcroy (mort en 1809), chimiste français et député à la Convention nationale.
- 22 juillet : Gaspard de Prony (mort en 1839), ingénieur, hydraulicien et encyclopédiste français.
- 4 août : Nicolas-Jacques Conté (mort en 1805), physicien et chimiste français, connu pour avoir inventé le crayon actuel.
- 7 août : Isaac-Bénédict Prévost (mort en 1819), naturaliste et physicien suisse.
- 23 août : Jean-Baptiste Lislet Geoffroy (mort en 1836), scientifique français.
- 11 octobre : Fausto de Elhúyar (mort en 1833), chimiste espagnol.
  - 13 octobre : Claude Bertrand (mort en 1792), géographe et astronome français.
- 3 novembre : Jean-Baptiste Huzard (mort en 1838),  vétérinaire français.
- 6 novembre : Stanisław Staszic (mort en 1826), homme d'État, philosophe, poète, géologue, prêtre et écrivain polonais.
- 3 décembre : Jacques-Antoine Dulaure (mort en 1835), archéologue et historien français.
- 20 décembre :
  - Jean Henri Hassenfratz (mort en 1827), chimiste français.
  - Jörgen Zoega (mort en 1809), archéologue danois.
- 31 décembre : Nicolas Halma (mort en 1828), mathématicien français.

## Décès
- 19 janvier : Jean-Pierre Christin (né en 1683), mathématicien, physicien, astronome et musicien français.
- 20 mai : Johann Georg Gmelin (né en 1709), botaniste allemand.
- 30 novembre : Johann Friedrich Weidler (né en 1691), écrivain, mathématicien et astronome allemand.